# エド・キーン
エド・キーン （Ed Keane, 生没年不詳）は、東映と東宝などの日本映画において、外国人キャラクターを多く演じたアメリカ出身の俳優。

## 出演作品
- 妖蛇荘の魔王 (1957年, 曲谷守平監督) - モノトルの首領
- 宇宙大戦争  (1959年, 本多猪四郎監督, 東宝) - 米国代表 役[1]
- モスラ（1961年、本多猪四郎監督、東宝）[2]
- 世界大戦争（1961年、松林宗恵監督、東宝） - 同盟軍司令官 役[1][2]
- 遊民街の銃弾 (1962年, 飯塚増一監督, 東映) - マイヤー 役
- 暗黒街最大の決斗 (1963年, 井上梅次監督, 東映) - リチャードソン
- 国際秘密警察　指令第８号  (1963年, 杉江繁男監督, 東宝) - 指令者 役
- 国際秘密警察　虎の牙  (1964年,  福田純監督, 東宝) - 指令者 役
- 忍者部隊月光  (1964年, 土屋啓之助監督, 東映) - ブラック 役
- 犯罪のメロディー (1964年, 井上梅次監督, 松竹) - ウィリアム・ジェファーソン 役
- ギャング頂上作戦 (1965年, 井上梅次監督, 東映) - ボーストン 役